# خوان مانويل
خوان مانويل سانابريا ماغول (بالإنجليزية: Billy Dawson Koumetio)‏ (من مواليد 29 مارس 2000) المعروف بـ خوان مانويل هو لاعب كرة قدم أوروغواياني يلعب في مركز الدفاع لنادي ليفربول في الدوري الإنجليزي الممتاز و‌منتخب الأوروغواي.

## مسيرته الكروية
وُلد خوان مانويل في فلوريدا، وانضم إلى أكاديمية ناسيونال للشباب في عام 2012 وقد توصل أتلتيكو مدريد إلى اتفاق في يناير 2017 مع نادي ناسيونال، لضم اللاعب، وانضم رسميًا إليه في 23 يوليو 2018.

## إحصائيات

### وفقًا للنادي
| النادي          | الموسم    | الدوري           | الدوري    | الدوري  | الكأس     | الكأس   | مسابقات قارية | مسابقات قارية | أخرى      | أخرى    | مجموع     | مجموع   |
| النادي          | الموسم    | الدرجة           | المباريات | الأهداف | المباريات | الأهداف | المباريات     | الأهداف       | المباريات | الأهداف | المباريات | الأهداف |
| --------------- | --------- | ---------------- | --------- | ------- | --------- | ------- | ------------- | ------------- | --------- | ------- | --------- | ------- |
| أتليتكو مدريد ب | 2019-20   | الدرجة الثانية ب | 22        | 3       | -         | -       | -             | -             | 1         | 0       | 23        | 3       |
| أتليتكو مدريد ب | 2020 - 21 | الدرجة الثانية ب | 9         | 0       | -         | -       | -             | -             | -         | -       | 9         | 0       |
| أتليتكو مدريد ب | مجموع     | مجموع            | 31        | 3       | 0         | 0       | 0             | 0             | 1         | 0       | 32        | 3       |
| أتلتيكو مدريد   | 2020–21   | الدوري الإسباني  | 0         | 0       | 1         | 0       | 0             | 0             | -         | -       | 1         | 0       |
| سرقسطة (إعارة)  | 2020 - 21 | الدرجة الثانية   | 1         | 0       | 0         | 0       | -             | -             | -         | -       | 1         | 0       |
| الإجمالي        | الإجمالي  | الإجمالي         | 32        | 3       | 1         | 0       | 0             | 0             | 1         | 0       | 34        | 3       |

ملاحظات
1. ↑  Appearance in promotion play-offs.

## روابط خارجية
- خوان مانويل على BDFutbol
- خوان مانويل في موقع كرة القدم العالمية.نت